# Димитър Братоев
Димитър Стоянов Братоев е български революционер, участник в Четата на Хаджи Димитър и Стефан Караджа.

## Биография
Роден е в село Церова кория, Търновско. Син е на градинар, учи в местното училище, после е послушник в Капиновския манастир. През 1859 година заминава с баща си в Сърбия. След неколкогодишно занимание с градинарство постъпва в Богословското училище в Белград. През пролетта на 1868 година, след като посещава за няколко дни родното си село, заминава за Румъния, където се включва в четата на Хаджи Димитър и Стефан Караджа. Вероятно загива в сражение.